# چک‌سینه‌سرخ دماغه
چَک‌سینه‌سرخ دماغه (نام علمی: Dessonornis caffer) یک پرنده گنجشک‌سان کوچک از خانواده مگس‌گیران جهان قدیم (Muscicapidae) است. این گونه در منطقه‌ای از سودان جنوبی تا آفریقای جنوبی منفصل است.

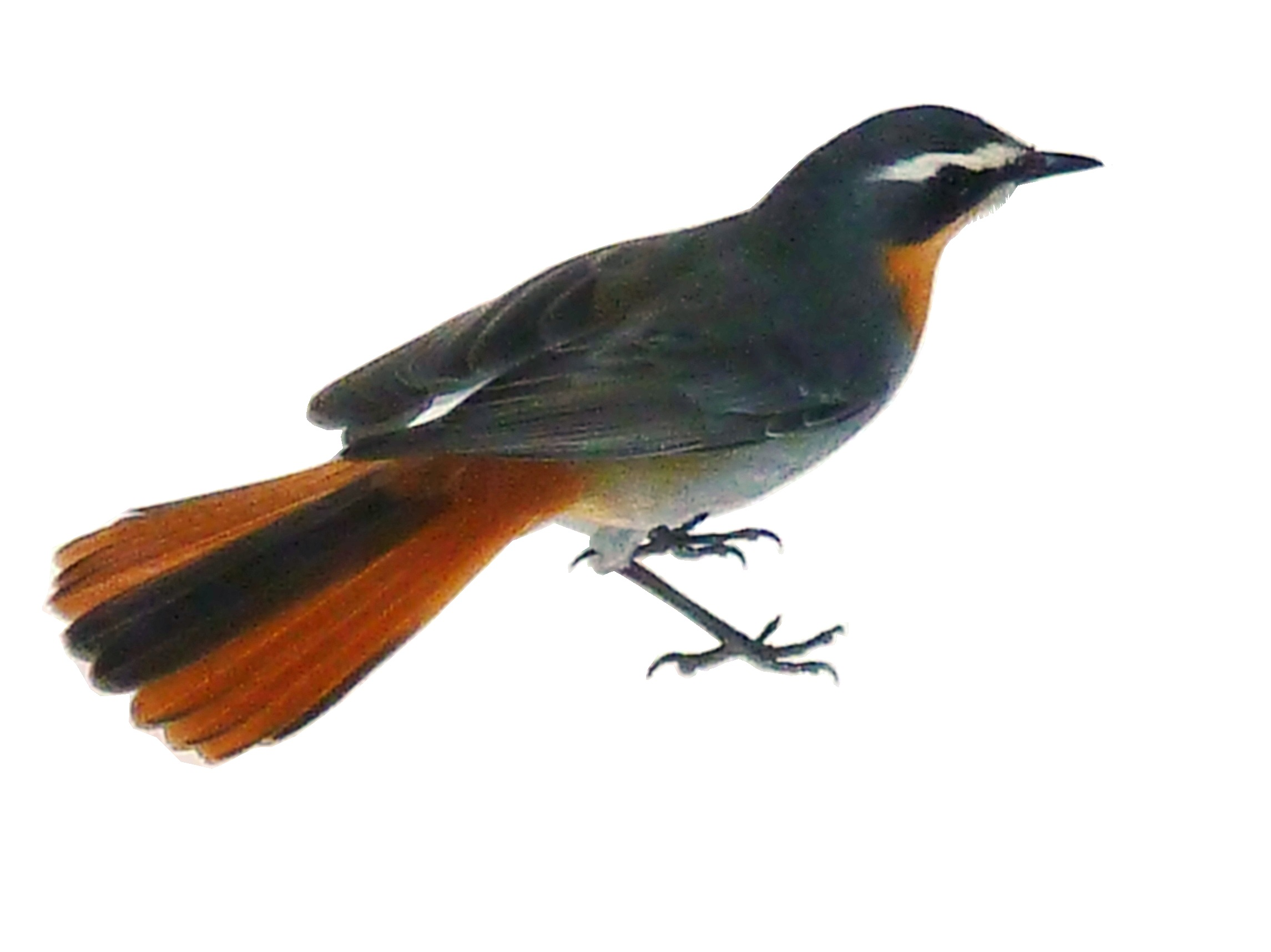
دم بازشده، شاهپرهای دمی مرکزی قهوه‌ای مایل به خاکستری و پرهای کناری دم را نشان می‌دهد.

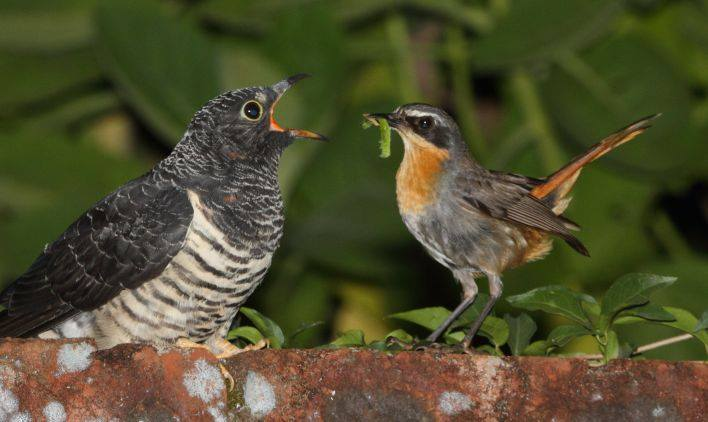
چک‌سینه‌سرخ دماغه (در سمت راست) در حال تغذیه جوجه انگلی کوکوی سینه‌سرخ